# (545) Мессалина
(545) Мессалина (лат. Messalina) — астероид главного пояса, который принадлежит к спектральному классу C. Он был открыт 11 сентября 1904 года немецким астрономом Паулем Гёцем в Обсерватории Хайдельберг-Кёнигштуль и назван в честь Валерии Мессалины, третьей жены римского императора Клавдия.
Тиссеранов параметр относительно Юпитера — 3,142.